# Lordelo (Paredes)
Lordelo ist eine Stadt im Kreis Paredes des Distrikts Porto in Portugal. In ihr leben 9106 Einwohner (Stand 19. April 2021).

## Geschichte
Der Ort wurde am 28. Juni 1984 zur Vila und am 26. August 2003 zur Stadt erhoben.

## Sport
Das Radsportteam OFM-Quinta da Lixa ist hier beheimatet.